# Museo nazionale archeologico ed etnografico G. A. Sanna
Il Museo nazionale archeologico ed etnografico "G. A. Sanna" di Sassari è la principale istituzione museale della Sardegna centro-settentrionale. È intitolato a Giovanni Antonio Sanna, imprenditore e politico originario di Sassari.
Il museo, originariamente composto da tre sezioni - archeologica, etnografica, pittorica - è attualmente in fase di riallestimento. Il nuovo progetto prevede l'ampliamento del materiale etnografico esposto nelle prime sale del museo e una nuova organizzazione del materiale archeologico; le opere pittoriche sono invece state spostate nella Pinacoteca nazionale di Sassari.
Dal dicembre 2014 il Ministero per i beni e le attività culturali lo gestisce tramite il Polo museale della Sardegna, nel dicembre 2019 divenuto Direzione regionale Musei.

## Storia del museo

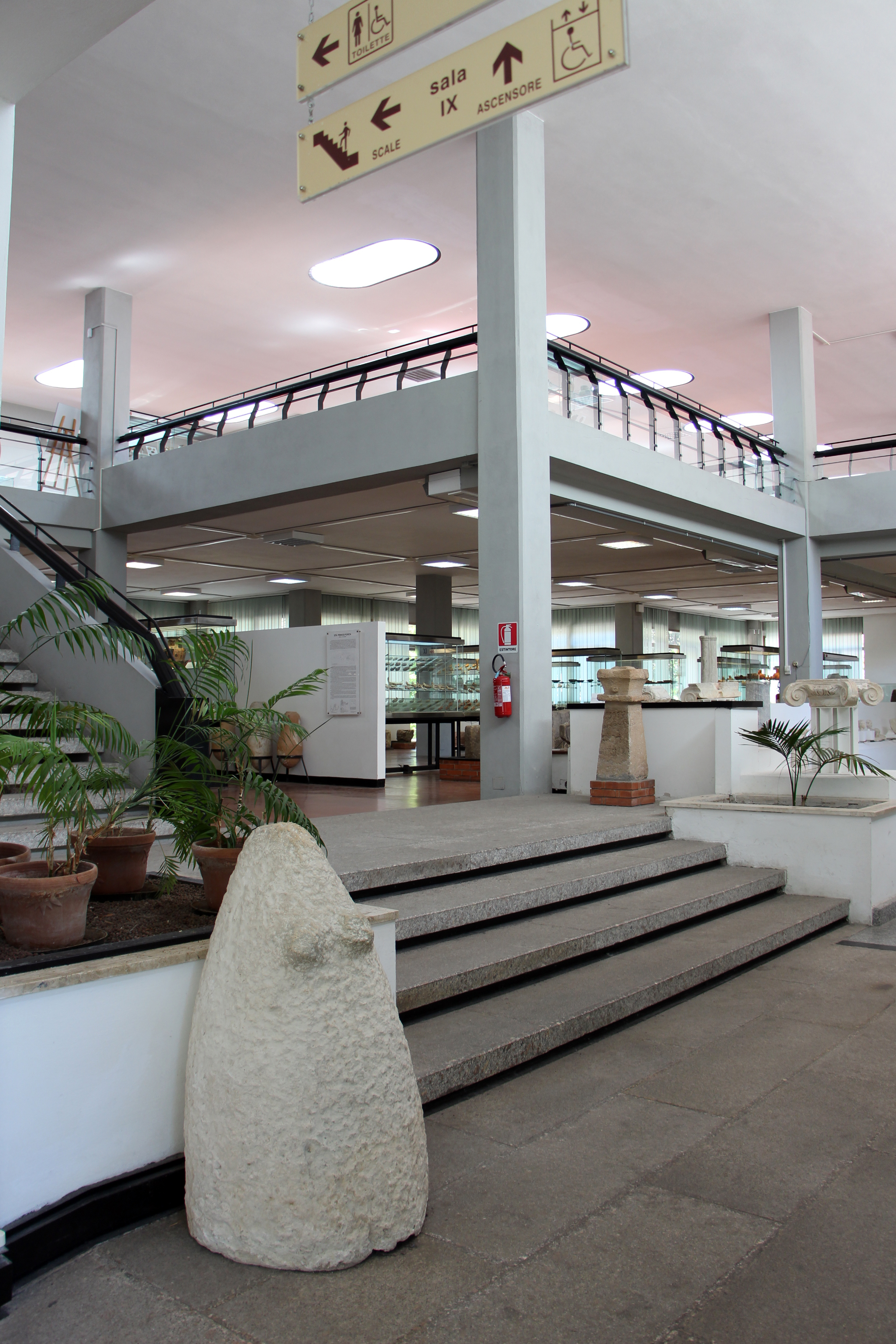
Una sala

L'origine ufficiale del museo risale al Regio Decreto n. 284 del 19 febbraio 1931 quando venne sancita la nascita del Regio Museo di Antichità ed Arte Giovanni Antonio Sanna intitolato all'omonimo deputato del Regno di Sardegna.
Il Sanna aveva già donato, come lascito testamentario una collezione di 250 dipinti e gli altri reperti, in massima parte di origine archeologica e provenienti dagli scavi di "Turris Libisonis " ma mancò per molti anni una sede opportuna per ospitare le opere.
Fu la figlia del Sanna stesso, Zelì Castoldi Sanna a donare alla città il terreno per il museo e a commissionarne il progetto, eseguito tra l'aprile 1925 e il dicembre 1929 all'architetto Michele Busiri Vici.
Al museo così creato si aggiunsero successivamente altre collezioni private (Chessa, Dessì, Clemente ecc.) ed i reperti acquisiti, dal 1958, attraverso ricerche e scavi, dalla locale Soprintendenza per i Beni Archeologici.
Negli anni settanta Ercole Contu provvide ad un radicale rinnovo del museo, proponendo un ordinamento cronologico e topografico comprensibile ad un pubblico più vasto.
Riaperto nel 1986, negli ultimi anni il Museo Sanna è stato interessato da importanti lavori per l'abbattimento delle barriere architettoniche, la creazione di un padiglione per le esposizioni temporanee ed il riallestimento della sala di “Monte d'Accoddi” e la sala "romana".
Nel marzo 2000 è stata inaugurata la nuova “Sezione medievale e moderna”.
Dal 2010 la collezione pittorica non è più esposta nelle sale del museo, ma è visitabile presso la Pinacoteca Nazionale di Sassari in via Santa Caterina.

## Visitatori
Dopo un picco di circa 24 000 visitatori nel 2002 le presenze si sono tenute sulle 18 000 annue circa fino al 2008, anno nel quale sono scese a 15 000.